# PGC 1797731
LEDA/PGC 1797731 ist eine Galaxie mit aktivem Galaxienkern im Sternbild Coma Berenices am Nordsternhimmel. Sie ist schätzungsweise 463 Millionen Lichtjahre von der Milchstraße entfernt. Im selben Himmelsareal befinden sich u. a. die Galaxien NGC 5116, IC 4230, IC 4234, IC 4241.